# 파라베스

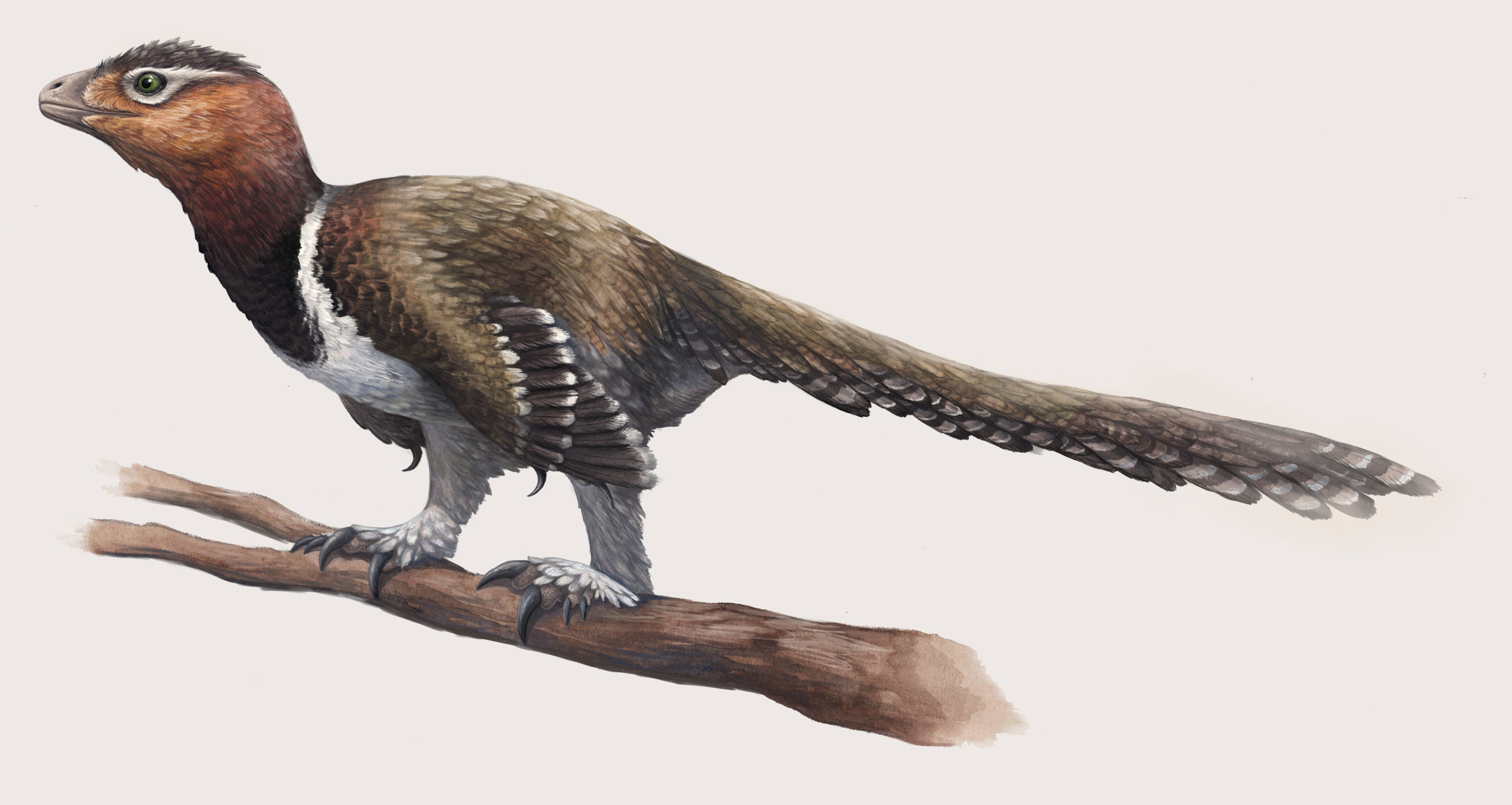
파라베스에 속하는 발라우르의 복원 상상도

파라베스(Paraves)는 쥐라기 중기 무렵 수각류 공룡에서 분기된 광범위한 계통군이다. 현재까지 살아남아 1만 종 이상의 다양성을 보이는 현생 조류를 포함하여 멸종된 드로마에오사우르스과, 트로오돈과, 안키오르니트과, 스칸소리오프데리그과와 같은 다양한 계통군을 포함한다. 일반적으로 원시조류로 불리는 생물들을 가리키는 파라베스는 앞다리가 날개로 진화하는 과정을 보여준다. 이들 중 일부는 날개로 진화하는 앞다리의 두번째 발가락에 발톱이 있어 땅 위를 네 다리로 걸을 수 있었다.

## 특징
다른 수각류 공룡들과 같이 모든 파라베스는 두 개의 뒷다리로 이족보행하였다.
파라베스는 구부러진 톱니모양의 이빨이 나있었지만 드로마에오사우루스 같은 일부 특수한 종을 제외하면 칼날 모양으로 날카롭지는 않았다. 드로마에오사우루스과와 트로오돈과의 이빨은 앞쪽에 매우 작고 가는 톱기부터 뒷쪽의 매우크고 구부러진 톱니가 나있었다.
대부분의 파라베스는 육식성이었지만 트로오돈과와 같은 일부 작은 종들은 잡식성으로 알려져 있다. 이때문에 초기에는 잡식성이었다가 분화되는 과정에서 일부 그룹이 육식성으로 적응하였을 것으로 추측된다. 화석을 보면 파라베스는 다리와 발까지 깃털로 덮여 있어 아마도 코엘루로사우리아가 이들의 초기 조상이었을 것으로 보인다.

### 날개
파라베스는 일반적으로 길고 날개 달린 앞다리를 가지고 있지만 본격적으로 날아다니기 전에 몸집이 작은 종들 다수가 멸종하였고 일부만이 제대로 된 비행을 할 수 있도록 진화되었다. 초기 형태의 날개에는 일반적으로 크고 유연하며 발톱이 달린 발가락 셋이 있었다. 일부 그룹은 진화 과정에서 발톱이 사라지고 발가락은 합쳐졌다. 초기 코엘루로사우르스부터 앞다리가 점점 길어지고 깃털이 정교해 지면서 손목관절이 비대칭적 변형을 보여 날개짓을 통한 비행에 알맞은 특징이 나타났다.
초기 파라베스에 속하는 여러 종들의 경우 뒷다리 역시 긴 깃털이 발달하고 날개를 이루는 익형 구조를 보인다. 대표적 사례로  미크로랍토르를 들 수 있는데 종종 "날개 넷 달린 공룡"으로 불린다. 미크로랍토르의 날개로 이들의 생활상을 모두 설명하기는 어렵다. 일각에서는 오늘날의 하늘다람쥐와 같이 나무 위에 살면서 나무 사이를 활강했을 것으로 추측하였지만, 사지의 골격을 보면 이들이 나무를 기어오를 수 있었는 지 의문이 들기 때문이다. 후속 연구는 이들이 나무를 기어오르기 보다는 땅을 박차고 날아오를 수 있었을 것이라고 본다. 이런 점에서 미크로랍토르는 오늘날의 조류와는 다른 독자적인 비행 생물로 진화한 사례로 여겨진다.

### 발과 발톱
다른 수각류 공룡의 발자국 화석을 보면 발가락 세 개가 땅에 닿는 형태로 이족보행하였음을 알 수 있다. 그러나 드로마에오사우르스나 트로오돈과 같은 원시 조류의 발자국 화석은 기저부가 더 확장된 자세로 두번째 발가락은 땅에 닿지 않은 채 세번째와 네번째 발가락만으로 몸을 지탱했음을 알 수 있다. 땅에 닿지 않는 두 번째 발가락에는 매우 크고 구부러진 낫 모양의 발톱이 있다. 포식자였던  유드로메오사우르스의 발톱은 특히 크고 좌우로 납작했다. 파라베스의 첫번째 발가락은 다른 발가락에 비해 작고 몸의 안쪽으로 말려 있었지만, 현생 조류는 완전히 뒤집혀 발 뒤쪽에서 구부러진다. 파라베스의 한 종인 발라우르의 경우 첫번째 발가락이 두번째 발가락과 평행하게 자리잡고 있고, 근연종인 발라우드 본독의 경우 첫번째와 두번째 발가락 모두 낫모양의 발톱을 지니고 있었다.

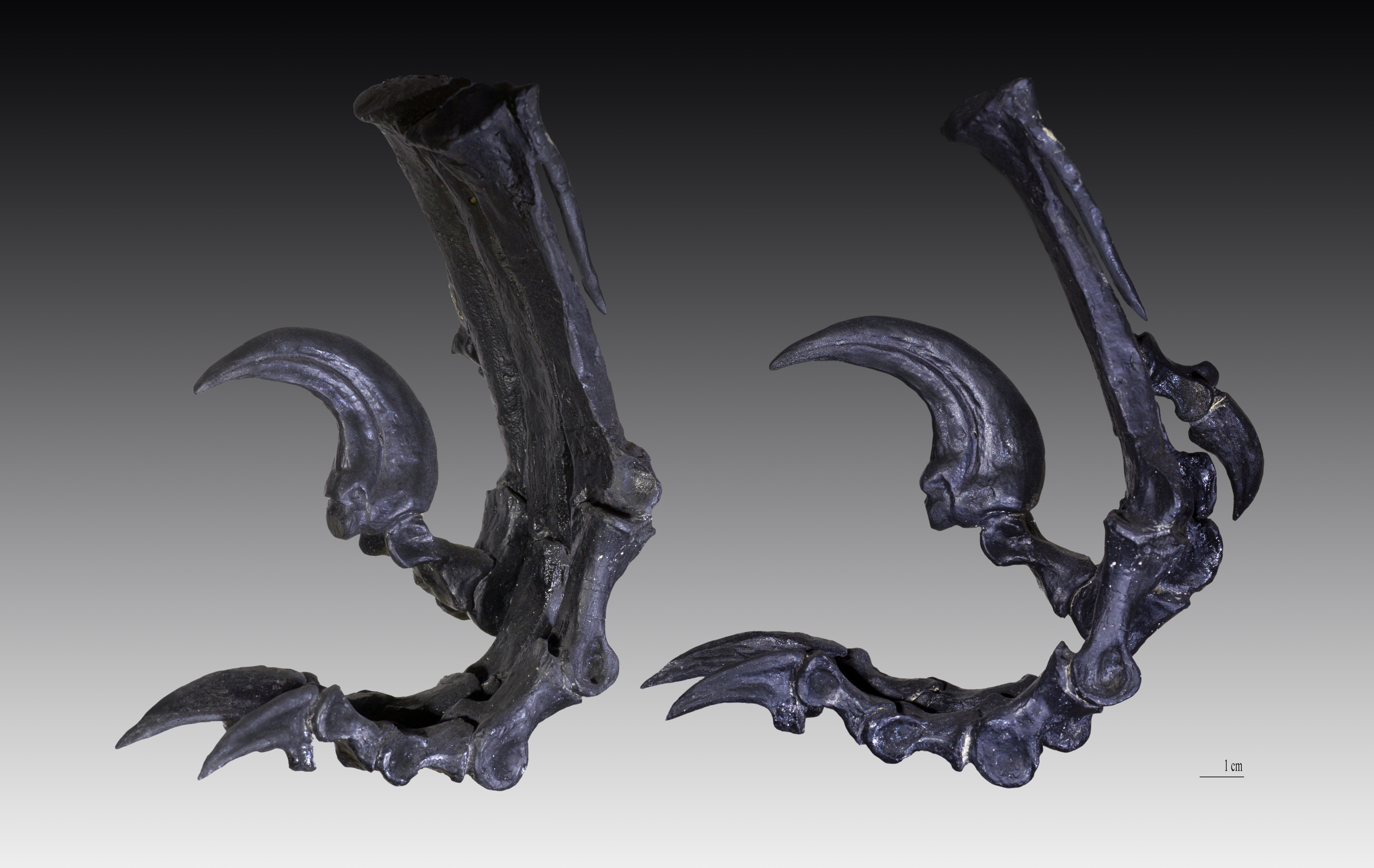
데이노니쿠스의 "낫 발톱"

"낫 발톱"은 파라베스의 두드러진 특징 가운데 하나로 드로마에오사우르스나 트로오돈의 것이 대표적이다. 유드로마에오사우르스의 경우 발허리뼈가 단축되면서 낫 발톱이 땅에 끌리지 않도록 변형되었지만 그렇게 적응한 이유가 무엇인지는 확실하지 않다. 20세기 중반의 초기 연구에서는 이 낫 발톱의 용도를 사냥을 위한 것으로 보았으나 후속 연구에서는 발의 해부학적 구조를 볼 때 실제 베는 힘이 강하지는 않았다는 것이 밝혀져 먹이의 절단을 위한 용도 보다는 무언가를 운반하기 위한 갈고리 역할을 하였을 것으로 본다. 파라베스는 비교적 몸집이 적은 편에 속하기 때문에 자신보다 큰 공룡의 사체를 기어오르기 위한 갈고리로 썼을 수 있다는 추측도 있다.
2011년 파울러 팀은 다양한 파라베스의 발톱과 현생 조류의 발톱을 비교하여 현대의 맹금류 가운데 다수도 두번째 발가락에 낫과 같은 발톱이 있음을 지적하면서 먹이를 쥐는 데 사용했을 것이라고 추정하였다. 파라베스의 낫 발톱은 베는 힘이 약해서 먹이를 사냥하거나 절단하는데 쓰이기엔 부적합하고 현대의 맹금류가 사냥한 먹이를 먹을 때 발톱으로 누르는 것과 같이 먹이를 쥐고 누르는 용도로 사용했을 것이라는 추측이다. 파울러팀은 이러한 추측의 근거로 데이노니쿠스의 해부학적 구조를 들었다. 데이노니쿠스는 첫번째 발가락이 약간 뒤집혀 있고 강한 힘줄이 있어 발톱을 이용하여 먹이를 땅에 고정시키기에 알맞다. 저항하는 사냥감을 붙잡기 위해서는 날개짓과 꼬리짓으로 몸의 균형을 잡아야 했을 것이다. 데이노니쿠스의 이빨이 뒷쪽 가장자리만 크고 갈고리처럼 구부러져 먹이를 잘라내기 보다는 뜯어 올리는 데 알맞은 것도 낫 발톱이 먹이를 잘 고정시키기 위한 용도라는 추측을 뒷받침한다.
보다 초기 종인 드로마에오사우르스와 트로오돈의 경우엔 발톱이 구부러지지 않았고 발가락 관절의 움직임도 보다 자유로웠다. 이들은 더 강하게 움켜쥐어 누를 필요가 없는 보다 작은 먹이를 사냥했을 것이다.

### 신체 크기의 분화
파라베스 가운데 일부는 진화 과정에서 극단적으로 크기가 작아지고 유형성숙을 보이게 되었다. 파라베스는 2억년전인 쥐라기 초기부터 신체 크기가 줄기 시작하였는데, 화석을 살펴보면 다른 수각류 공룡들이 크기를 유지하는 동안 4배나 빠른 속도로 새롭게 적응해 나갔고 다른 공룡들이 신체 크기를 늘리는 동안 160배나 더 빨리 크기가 줄어들었다. 2007냔 터너렛은 파라베스 계통군의 공통조상 자체가 이미 약 65 cm의 몸길이에 600-700 그램 정도에 불과한 소형 공룡이었다고 추정하였다. 그렇다면 유마니랍토르나 드로마에오사우르스, 트로오돈 등이 보이는 큰 몸집은 오히려 각기 독립적인 진화의 결과가 된다. 이들의 후손에 해당하는 생물들은 드로마에오사우르스 계통군에서 3 번, 트로오돈 계통군에서 1번 다시 축소화 적응이 나타났고, 현생 조류의 조상인 아비알래 계통에서는 여러 형태로 계속하여 신체 축소 적응이 나타나 체질량이 줄어드는 경향이 뚜렷해진다. 화석들을 시계열로 살펴 보면 초기 파라베스가 작은 크기에서 시작하여 백악기에 이르기까지 트로오돈이나 드로매오사우스리 같은 큰 덩치로 불어났다가 다시 줄어드는 모습을 보여준다.

## 진화

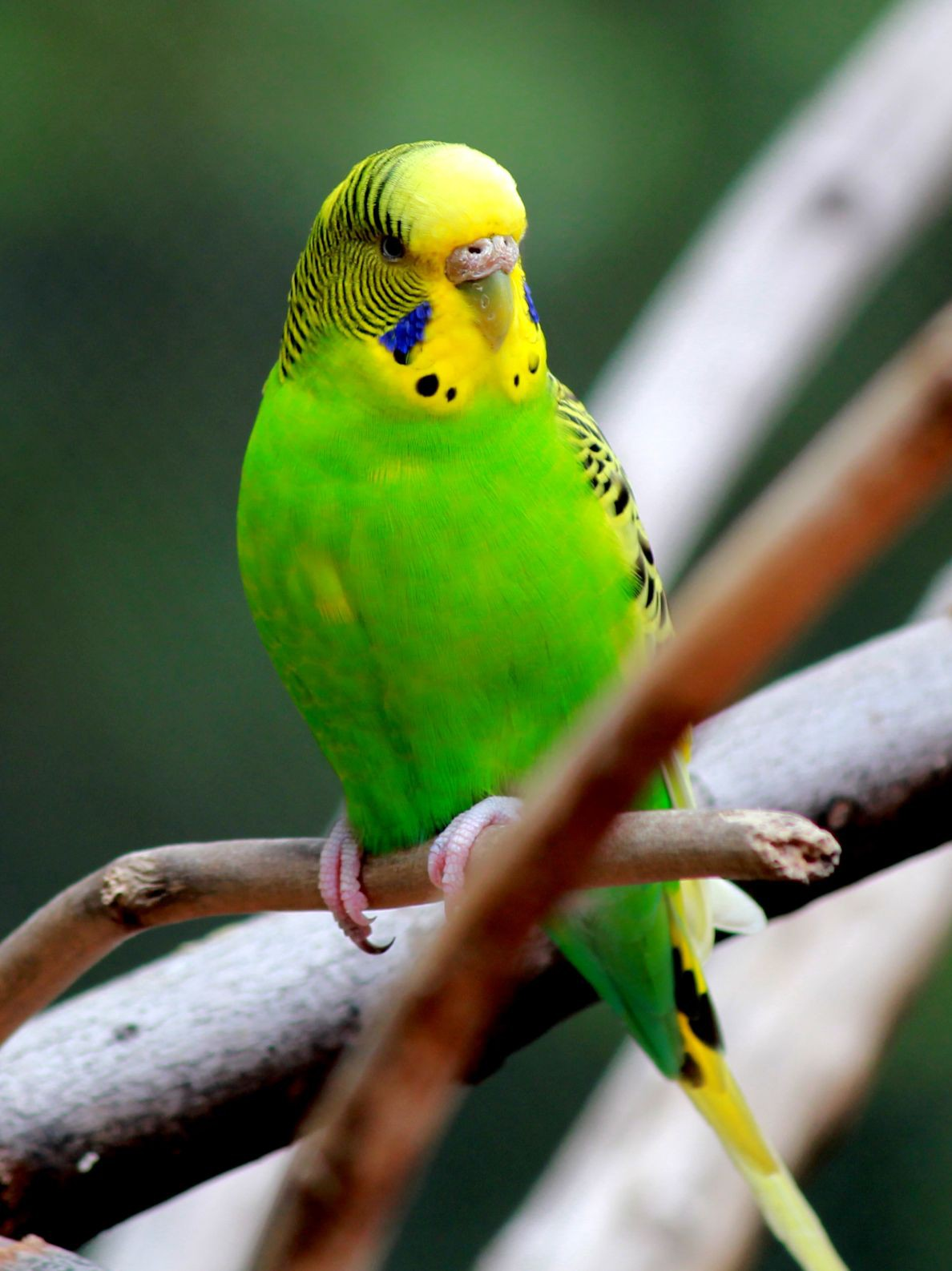
현생 조류는 파라베스의 유일한 생존 집단이다.

### 계통군 분류
계통적으로 보았을 때 파라베스는 수각류에서 분화한 여러 계통군 가운데 현생 조류를 포함하여 드로마에오사우루스와 트로오돈 등의 분류군이 공유하는 공통조상에서 시작되는 초기 계통군으로 정의할 수 있다. 수각류에서 분기한 계통군 가운데 현생 조류와는 관련이 없는 오비랍토르 계통군 등은 제외된다. 파라베스와 오비랍토사우르스류를 묶는 상위 계통군은 페나랍토르류 분류군이다. 이렇게 정의된 계통수에는 시조새와 현생 조류를 포함하는 조익류가 드로마에오사우루스과 및 트로오돈과와 나란히 파라베스의 중요 세 하위 계통군을 이루게 된다. 각 분류군은 단계통군으로 이루어지거나 그렇지 않을 수 있다.
파라베스(Paraves)라는 명칭은 1997년 폴 세레노가 제안한 것으로 그리스어에서 비슷하다는 뜻의 접두어 파라(para-)와 라틴어에서 새의 복수형인 아비스(avis)를 합성한 것으로 새에 가까운 동물이라는 의미가 된다. 세레노는 오비랍토르가 현생 조류의 형성 이전에 분기되었다는 것을 분명히 하고 새의 직접적인 계통군을 정의하기 위해 새로운 명칭을 제안하였다.
1997년 패디언, 휴친슨, 홀크는 아비알래와 데이노니코사우루스류만을 포함하는 진마니랍토르류를 정의하였다. 파라베스와 유마니랍토라는 일반적으로 동일한 계통군으로 간주되지만 몇몇 분기 기준에서 차이를 보인다. 2011년 아뇰린과 노바스는 스칸소리옵테릭스과와 알바레즈사우루스과를 패디언 등이 정의한 진마니랍토르류에는 속하지 않고 파라베스에 속한다고 발표하였고 2012년 터너와 마코비키는 에피덱시프테릭스를 진마니랍토르류에 속하지 않는 파라베스로 분류하였다.
1969년 네드 콜버트와 데일 러셀은 두 번째 발가락에 특징적인 낫 모양의 발톱을 갖는 드로마에오사우루스과와 트로오돈과를 데이노니코사우루스류(Deinonichosauria)라는 분기군으로 묶여 분류하였다. 당시로서는 드로마에오사우루스과가 현생 조류에 더 가깝다고 보았고 1986년 자크 고티에르는 데이노니코사우루스류를 별도의 분기군으로 정의하였다.
그러나 근래의 여러 연구에서 드로마에오사우루스과보다는 트로오돈과가 현생 조류와 보다 밀접하다는 것이 확인되었다. 데이노니코사우루스류는 원래 트로오돈과로 분류되지 않는 것들을 총칭하였기 때문에 이로서 데이노니코사우루스류는 드로마에오사우루스과와 동일한 계통군을 가리키는 말이 되었다. 2013년 아뇰린과 노바스는 파라배스의 하위 계통군에서 드로마에오사우루스과를 제외한 트로오돈과와 현생 조류를 포함하는 분기군을 아베랍토르류(Averaptora)라 명명하고 이들을 드로마에오사우루스 보다 참새속에 가까운 모든 동물로 정의하였다. 대부분의 연구는 이와 비슷한 분류군으로 아비알래를 사용하는데 아뇰린과 노바스는 아베랍토르류의 범위를 보다 축소시켜 시조새와 현생 조류만을 포함하는 최소 포괄 분기군으로 재정의하고 있다.
보통 파라베스와 진마니랍토르류, 아베랍토르류는 모두 동의어로 간주된다. 2015년 체터지는 《조류의 비상: 2억2천5백만년의 진화》(The Rise of Birds: 225 Million Years of Evolution) 증보판에서 미크로랍토르, 시아오팅기아, 아우로르니스, 안키오르니스 등을 묶은 테트랍테리지대를 만들어 조익류의 자매군으로 제안하였다. 이 분류에 따르면 드로마에오사우루스과는 조익류에 보다 가깝고 앞다리와 뒷다리가 모두 날개처럼 발달한 사익과(Tetrapterygidae)는 파라베스 계통군에서 다른 무리들과 다른 방식으로 진화하다 멸종한 무리가 된다.

### 기원과 초기 진화
파라베스는 1억 6천 5백만 년 전 무렵 다른 마니랍토르류에서 분기되어 다양한 생물군으로 분화되기 시작하였다. 현생 조류는 대략 1억년 전을 전후하여 파라베스 안에서 분기되어 독자적인 진화를 시작하였다.
파라베스에 속하는 왕관군의 현존 분류군은 조류가 유일하기 때문에 비교할 수 있는 유전체가 남아 있지 않고 오직 화석 기록을 살펴 추정할 수 밖에 없다. 파라베스의 고생물학 원형 화석은 시조새로 현재까지 발견된 화석 가운데 온전한 것은 11개고 나머지는 파손된 부분 화석들이다.

## 같이 보기
- 조류의 진화